# Лебяженский сельсовет (Добровский район)
Лебяженский сельсовет — упразднённая в 1983 году административно-территориальная единица в Добровском районе Липецкой области России.
Административный центр — село Лебяжье.
Решением Липецкого облисполкома от 11 ноября 1983 г. Большехомутецкий и
Лебяженский сельсоветы объединены в один Большехомутецкий сельсовет. Сёла Верхняя Семёновка, Лебяжье, Чечёры перешли в Большехомутецкий сельсовет.